# Beizeisen

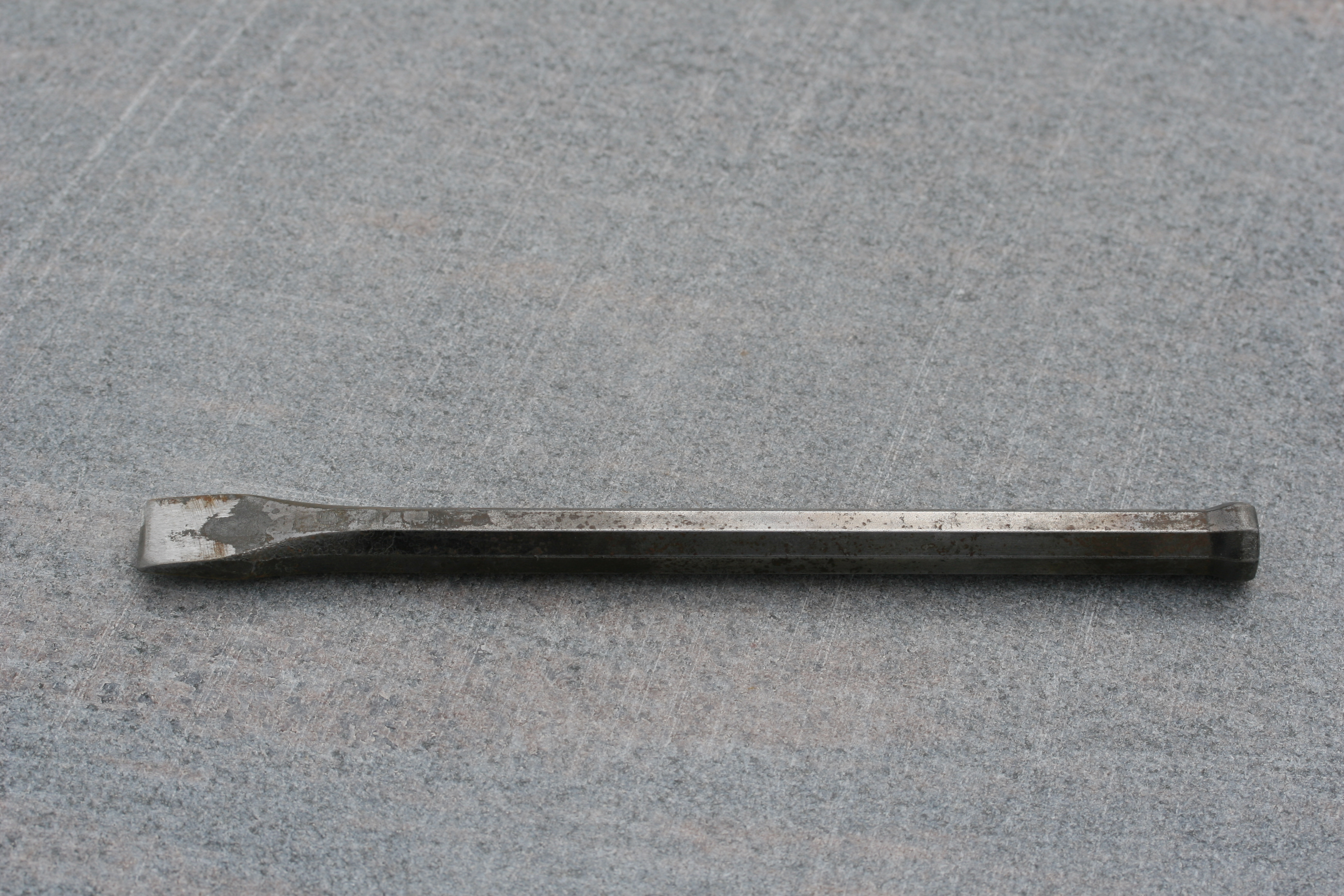
Beizeisen mit Knüpfelkopf. Die Schneide ist ca. 1,5 cm breit

Das Beizeisen ist ein scharfer Flachmeißel der Steinmetzen, ähnlich dem Schlageisen, nur schmaler und schärfer. Es wird benutzt, um am rohen Steinblock eine erste Kante anzulegen (einbeizen). Dieser Arbeitsschritt ist notwendig, um bei der weiteren Bearbeitung ein Ausbrechen der Kante zu verhindern (Kante sichern), damit anschließend mit weiteren Werkzeugen (Schlag-, Spitzeisen usw.) das überschüssige Steinmaterial, die Bosse, den die Steinmetzen und Steinbildhauer Bossen nennen, abgetragen werden kann.
Das Beizeisen ist ein historisches Werkzeug, das heute noch von Steinmetzen verwendet wird.

## Ähnliche Werkzeuge
- Schlageisen
- Scharriereisen
- Fläche
- Meißel

## Berufe
- Steinmetz
- Steinbildhauer

## Weitere Themen
- Steinoberfläche